# Маршалови острови
Република Маршалови острови е островна държава в Микронезия. Намира се около екватора, в Тихия океан, в часова зона UTC+12 (първата зона на запад от Линията за смяна на датата). 
Населението на островната република е 53 158 души (по преброяването през 2011 г.), населяващо над 29 коралови атола, състоящи се от 1156 отделни острови. Административно страната е разделена на две групи острови, делящи се на райони – Ратак - 15 района и Ралик - 18 района. Това разделение се предпоставя от географията на страната. Маршаловите острови са разположени в западната част на Тихия океан и са съставени от 2 почти паралелни островни вериги, носещи наименованията Ратак и Ралик, простиращи се от северозапад на югоизток между 4°38′ с.ш. (атола Ебон) и 14°39′ с.ш. (атола Таонги) и 160°54′ и.д. (атола Уджеланг) и 171°56′ и.д. (атола Мили). Целият архипелаг включва 29 коралови атола и 5 острова с обща площ 181,43 km², като само 23 от тях са обитаеми.
Ратак е източната верига от острови и наброява 14 добре оформени атола и 2 малки изолирани острова. Името на веригата означава „Изгрев“. Островната верига Ралик е разположена на запад и наброява 15 атола и 3 острова. Името й съответства на „Залез“, и не се различава съществено по структура от Ратак. Най-големият атол, в състава на Ралик и на Република Маршалови острови изобщо, е Кваджалейн/Куаджилин, който е и един от най-големите атоли в света с площ от 6,3 km² на сушата, а на целия атол – 839,3 km². Към цялата островна група общо принадлежат над 1150 коралови острова и малки островчета, които се разпростират върху обща площ от 1 900 000 km².

## Природа
Всичките острови са ниски (максимална височина до 10 m), изградени основно от коралови варовици.
Климатът на север е тропичен, пасатен, а на юг – субекваториален. Дъждовният период продължава от май до юни. От време на време архипелагът бива връхлетяван от тайфуни. Средната годишна температура е 28 °C, а годишната сума на валежи по северните острови е от 2000 до 4000 mm. На кораловите острови няма реки. Падналите дъждовни води бързо се просмукват в долните варовикови слоеве и понякога се съхраняват под наслоени пясъци във вид на прясна вода. Почвите на кораловите острови са варовикови, тънки, сухи и слабо плодородни.
Растителността изцяло е приспособена към засолените грунтови води. Тя е представена главно от мангрови гори. Основните дървесни видове на островите са кокосова палма и хлебното дърво. Виреят таро и батати.
Много разнообразен е птичият свят на островите, съставен от морски и сухоземни птици. Водите на кораловите рифове и лагуни са богати на риба и морски животни. В страната има и крокодили, змии и гущери, а от бозайниците - 4 вида прилепи, както и плъхове, докарани с европейските кораби.

## История
Историята на Маршаловите острови може да бъде разгледана като съвкупност от 5 периода, които включват предколониалния, колониалните германски, японски и американски и периода на независимост.

### Предколониален период
За периода, обхващащ предколониалното минало на архипелага, са известни малък брой исторически факти. Микронезийците са първата група от хора, която се заселва на островите и им дава наименованието Aelon Kein Ad, което преведено на български означава „Наши острови“ . Според научни изследвания, първите хора на архипелага идват около 20 век пр.н.е., но тези изследвания са съпътствани от известна доза противоречия.
Чрез Тордесиляския договор от 1494 г., Испания получава право върху всички територии, разположени в Микронезия, включително и тези на Маршаловите острови. Самите острови стават известни на европейците на 21 август 1526 г., когато испанският мореплавател Алонсо де Саласар открива атола Бокак (Таонги). Алваро де Сааведра е следващият испански мореплавател, който достига Маршаловите острови на 29 декември 1527 г. и умира наблизо скоро след това. През следващите два 2 интересът на испанците към тези острови е минимален, посетени са само от 1 холандски и 1 британски кораби - без значителни последствия.
На 25 юни 1788 г. британските транспортни кораби „Скарбъроу“ и „Шарлът“ достигат атолите Мили и Нокс (или Надикдик). „Скарбъроу“ е командван от капитан Джон Маршал (на когото впоследствие са наименувани архипелагът и републиката), а „Шарлът“ – от капитан Томас Джилбърт. И двата кораба транспортират затворници (или каторжници) за Нов Южен Уелс, но през следващите 5 дни те плават покрай източните краища на островната група, откривайки атолите Арно, Маджуро, Аур, Малоелап, Ерикуб и Вотие. След 1788 г. архипелагът се превръща в редовна дестинация за британските кораби, после островите влизат и в полезрението на американския и руския флот.

### Колониална история
През 60-те години на XIX в. на островите започват да се появяват първите германски преселници и търговци, опитващи се да колонизират Маршаловите острови. Германски търговски компании започват да развиват усилена търговия с копра и други стоки от островите. Към 1885 г. островите вече са анексирани от Германия, независимо от протестите от страна на Испания. Испания отстъпва претенциите си над островите на Германия съгласно Германо-испанския договор от 1899 г.
В годините на Първата световна война, през септември 1914 г. Япония окупира голяма част от Микронезия, в т.ч. и Маршаловите острови. През 1920 г. Япония официално е призната за управител на островите по мандат на Лигата на нациите (в състава на Южнотихоокеанската подмандатна територия) и ги владее до края на Втората световна война. Към 1945 г. са превзети и окупирани от САЩ (в резултат от Гилбъртско-Маршалската операция), след което ООН им ги предоставя, като част от Подопечна територия на Тихоокеанските острови. Скоро след това (през 1946 г.) на атола Кваджалейн е построена стратегическа военна база на САЩ, от където се осъществява контрол за изпитание на ядрени оръжия на атолите Бикини и Ениветок до 1958 г.

### Независимост
През 1979 архипелагът получава ограничена автономия, а през 1986 г. със САЩ е подписан Договор за свободна асоциация. С това, САЩ де факто признават независимостта на Република Маршалови острови, а от своя страна новата държава предоставя правото на САЩ да запазят на нейна територия своите военни бази и персонала им. Отбраната на страната е задължение на САЩ. През 1990 г. независимостта на Маршаловите острови е призната и от ООН. Договорът за асоциация между Маршаловите острови и САЩ от 1986 г. е изтекъл през 2001 г. След 2-годишни преговори, през 2003 г. той отново е преподписан от двете страни.
Като независима държава Маршаловите острови са република. Законодателната власт принадлежи на парламент, съставен от 33 депутати, избирани за 4 години, които избират президент с 4-годишен мандат. Има и Палата на вождовете в състав от 12 души. Глава на държавата и правителството е президентът. 

## Население и икономика
- Население – 61 963 жители (2007 г.). Две трети от населението на Маршаловите острови живее на атола Маджуро, който е главният атол на архипелага и където е столицата на Маршаловите острови, носеща същото име. Атолът е съставен от 64 малки островчета, като общото им население, което достига около 23 676 души, е концентрирано на 3 от тях – Делап, Улига и Дарит (познати като Д-У-Д.) с общо население от 21 хил. жители. Парламентът се намира в Далап, а Дарит е развиващ се жилищен район, на и островчето Ебейе, което е част от атола Кваджелейн. Останалите острови са рядко населени, а някои са напълно необитавани.
- Около 1/10 от трудоспособното население е заето в туризма. Улига е център на банковата и туристическата дейност. Годишно страната се посещава от 9 хил. туристи. Съотношението между секторите селско стопанство-промишленост-обслужване е 15:13:72.
- Основа на икономиката са риболовът и отглеждане на кокосови палми, хлебно дърво и таро. Износът се състои от кокосово масло, копра, корали, риба и фосфати (добивани в страната), но се налага страната да внася голяма част други стоки.
- Гъстота на населението – 341 жители на км2. Градско население – 72%.
- Средна продължителност на живота – мъже 63 години, жени 66 години. Естествен прираст – 30.
- Етнически състав – маршалци (микронезийци) 98,6%, други 1,4%. Религиозен състав – християни 98,9% (протестанти 56,3%, католици 43,7%), други 1,1%.
- Официални езици – маршалски и английски. Азбука – латиница. Неграмотни – 9%.
- Въоръжени сили – 540 души. Наемът, който САЩ плащат за военната си база на остров Кваджалейн, заедно с американските помощи, осигуряват значителна част от приходите на страната.